# Звичайний період
Звичайний час, Рядовий час (Рядовий період, лат. Tempus per annum) — частина літургійного року в західній традиції від Хрещення до Попільної середи і від Свята П'ятидесятниці до початку Адвенту. Найтриваліший період у році, в цілому нараховує до 34 тижнів. Літургійний колір зелений. Сам термін з'явився у XX столітті. До того звичайний період поділявся на неділі після Богоявлення (до Семидесятниці) та після П'ятидесятниці.

## Свята звичайного періоду
- Стрітення — 2 лютого
- День Святої Трійці — 1-ша неділя після П'ятидесятниці
- Свято Тіла і Крові Христових — 11 день після П'ятидесятниці
- Свято Серця Ісуса — 19 день після П'ятидесятниці
- Свято Серця Марії — 20 після П'ятидесятниці
- Івана Хрестителя — 24 червня
- Преображення Господнє — 6 серпня
- День усіх святих — 1 листопада